# Jordy
Jordy Claude Daniel Lemoine, conosciuto anche più semplicemente come Jordy (Saint-Germain-en-Laye, 14 gennaio 1988), è un cantante francese.

## Biografia
Ha debuttato a 4 anni nel mondo della musica, nel 1992, pubblicando il singolo dance Dur dur d'être bébé, che ha riscosso un clamoroso successo internazionale, raggiungendo la prima posizione della classifica francese e l'undicesima di quella europea.
È riuscito a entrare così presto nel mondo della musica grazie a suo padre, Claude Lemoine, produttore discografico, tra gli altri, dei Rockets negli anni settanta. Il suo successo, però, ha riscosso anche molte critiche da parte di parecchi psicologi e da chiunque pensasse che fosse nocivo, per un bambino così piccolo, raggiungere una grande fama.
Nel 1993, Jordy ha firmato la colonna sonora del film Senti chi parla adesso con il singolo It's Christmas, C'Est Noël!, che gli avrebbe portato ancora più notorietà.
In seguito a questi avvenimenti, i genitori di Jordy hanno aperto un luna park per bambini chiamato La Ferme de Jordy ("la fattoria di Jordy"), rivelatosi però una delusione dal punto di vista economico e chiuso per questo nel 1996, dopo il loro divorzio. Per alcuni anni Jordy ha condotto una vita come quella dei suoi coetanei, senza incisioni.
Nel 2005 è tornato sulle scene partecipando alla seconda edizione del  reality show La Ferme Célébrités (edizione francese de La fattoria), che ha vinto: Jordy ha devoluto poi i proventi a France Parkinson. La riacquistata celebrità gli ha permesso di incidere un nuovo singolo, Je t'apprendrai, pubblicato il 28 febbraio 2006.
Nello stesso anno ha fatto uscire l'autobiografia Je ne suis plus un bébé, dove ha rivelato di non aver usufruito dei beni economici dei successi discografici giovanili, poiché erano stati dissipati in parte dal padre Claude.
Dal 2008 fa parte del gruppo musicale rock Jordy and The Dixies, con i quali ha pubblicato un album.
Il 9 ottobre 2017 è diventato padre di un bambino di nome Milo.

## Discografia

### Album
- 1992 – Pochette Surprise
- 1993 – Potion magique
- 1995 – La Récréation

### Singoli
- 1992 – Dur dur d'être bébé!
- 1993 – Alison
- 1993 – Les Boules
- 1993 – It's Christmas, c'est Noël
- 1995 – Hoochie Mama
- 2006 – Je t'apprendrai

## Libri
- (FR) Jordy, Je ne suis plus un bébé, Paris, Scali, 2006, ISBN 2-35012-038-4.